# Tour du Maroc 2018
La 31e édition du Tour du Maroc a lieu du 6 au 15 avril 2018. Elle fait partie du calendrier UCI Africa Tour 2018 en catégorie 2.2.

## Équipes
Vingt-deux équipes participent à ce Tour du Maroc :
| Équipes continentales professionnelles | Équipes continentales professionnelles | Équipes continentales professionnelles |
| Nom de l'équipe                        | Pays                                   | Code                                   |
| -------------------------------------- | -------------------------------------- | -------------------------------------- |
| Wilier Triestina-Selle Italia          | Italie                                 |                                        |

| Équipes continentales    | Équipes continentales  | Équipes continentales |
| Nom de l'équipe          | Pays                   | Code                  |
| ------------------------ | ---------------------- | --------------------- |
| Inteja-Dominican         | République dominicaine |                       |
| Memil                    | Finlande               |                       |
| Interpro Stradalli       | Japon                  |                       |
| Sovac-Natura4Ever        | Algérie                |                       |
| Bike Aid                 | Allemagne              |                       |
| Synergy Baku Project     | Azerbaïdjan            |                       |
| Dukla Banská Bystrica    | Slovaquie              |                       |
| Project Nice Côte d'Azur | Mongolie               |                       |
| Omidnia Mashhad          | Iran                   |                       |

| Équipes nationales | Équipes nationales | Équipes nationales |
| Nom de l'équipe    | Pays               | Code               |
| ------------------ | ------------------ | ------------------ |
| Maroc              | Maroc              |                    |
| Tunisie            | Tunisie            |                    |
| Russie             | Russie             |                    |

| Équipes régionales et de club | Équipes régionales et de club | Équipes régionales et de club |
| Nom de l'équipe               | Pays                          | Code                          |
| ----------------------------- | ----------------------------- | ----------------------------- |
| Maroc Régional                | Maroc                         |                               |
| Kenyan Riders                 | Kenya                         |                               |
| Green Cycling Norway          | Norvège                       |                               |
| Epronex Bike                  | Hongrie                       |                               |
| Quebexico-Apogée              | Canada                        |                               |
| Ryska Posten                  | Suède                         |                               |
| Bai-Sicasal-Petro de Luanda   | Angola                        |                               |
| Vendée U                      | France                        |                               |
| Club-PC Beniopa               | Espagne                       |                               |

## Étapes
| Étape     | Date    | Villes étapes           | type            | Distance (km) | Vainqueur d'étape | Leader du classement général |
| --------- | ------- | ----------------------- | --------------- | ------------- | ----------------- | ---------------------------- |
| 1re étape | 6 avr.  | Rabat – Meknès          | étape de plaine | 135,2         | Jakub Mareczko    | Jakub Mareczko               |
| 2e étape  | 7 avr.  | Fès – Khenifra          | étape de plaine | 158,1         | Louis Pijourlet   | Louis Pijourlet              |
| 3e étape  | 8 avr.  | Béni Mellal – Marrakech | étape de plaine | 193,5         | Jakub Mareczko    | Louis Pijourlet              |
| 4e étape  | 9 avr.  | Marrakech – Ouarzazate  | étape de plaine | 193           | Alexey Vermeulen  | Alexey Vermeulen             |
| 5e étape  | 10 avr. | Ouarzazate – Zagora     |                 | 152           | Jakub Mareczko    | Alexey Vermeulen             |
| 6e étape  | 11 avr. | Taznakht – Taroudannt   |                 | 203           | Jacob Tipper      | David Rivière                |
| 7e étape  | 12 avr. | Taroudannt – Agadir     |                 | 117           | Jakub Mareczko    | David Rivière                |
| 8e étape  | 13 avr. | Agadir – Essaouira      |                 | 170           | Marco Coledan     | David Rivière                |
| 9e étape  | 14 avr. | Safi – El Jadida        |                 | 151,5         | Jakub Mareczko    | David Rivière                |

## Déroulement de la course

### 1reétape
| \| Classement de l'étape \| Classement de l'étape \| Classement de l'étape \| Classement de l'étape \| Classement de l'étape \| \| Coureur \| Coureur \| Pays \| Équipe \| Temps \| \| --------------------- \| --------------------- \| --------------------- \| ----------------------------- \| --------------------- \| \| 1er \| Jakub Mareczko \| Italie \| Wilier Triestina-Selle Italia \| 2 h 58 min 52 s \| \| 2e \| Meron Teshome \| Érythrée \| Bike Aid \| + 0 s \| \| 3e \| Salaheddine Mraouni \| Maroc \| Maroc \| + 0 s \| \| 4e \| Nikodemus Holler \| Allemagne \| Bike Aid \| + 0 s \| \| 5e \| Clément Orceau \| France \| Vendée U Pays de la Loire \| + 0 s \| \| 6e \| Jacob Tipper \| Royaume-Uni \| Memil-CCN Pro Cycling \| + 0 s \| \| 7e \| Lucas Carstensen \| Allemagne \| Bike Aid \| + 0 s \| \| 8e \| Alexey Kurbatov \| Russie \| Russie \| + 0 s \| \| 9e \| Norbert Ábrók \| Hongrie \| \| + 0 s \| \| 10e \| Anton Vorobyev \| Russie \| Russie \| + 0 s \| |                     |             |                               |                 |
| |                     |             |                               |                 |
| Sources : ProCyclingStats Cycling Quotient |                     |             |                               |                 |
| Classement de l'étape |                     |             |                               |                 |
| Coureur | Coureur             | Pays        | Équipe                        | Temps           |
| 1er | Jakub Mareczko      | Italie      | Wilier Triestina-Selle Italia | 2 h 58 min 52 s |
| 2e | Meron Teshome       | Érythrée    | Bike Aid                      | + 0 s           |
| 3e | Salaheddine Mraouni | Maroc       | Maroc                         | + 0 s           |
| 4e | Nikodemus Holler    | Allemagne   | Bike Aid                      | + 0 s           |
| 5e | Clément Orceau      | France      | Vendée U Pays de la Loire     | + 0 s           |
| 6e | Jacob Tipper        | Royaume-Uni | Memil-CCN Pro Cycling         | + 0 s           |
| 7e | Lucas Carstensen    | Allemagne   | Bike Aid                      | + 0 s           |
| 8e | Alexey Kurbatov     | Russie      | Russie                        | + 0 s           |
| 9e | Norbert Ábrók       | Hongrie     |                               | + 0 s           |
| 10e | Anton Vorobyev      | Russie      | Russie                        | + 0 s           |

| \| Classement général \| Classement général \| Classement général \| Classement général \| Classement général \| \| Coureur \| Coureur \| Pays \| Équipe \| Temps \| \| ------------------ \| ------------------- \| ------------------ \| ----------------------------- \| ------------------ \| \| 1er \| Jakub Mareczko \| Italie \| Wilier Triestina-Selle Italia \| 2 h 58 min 42 s \| \| 2e \| Soufiane Haddi \| Maroc \| Maroc \| + 2 s \| \| 3e \| Meron Teshome \| Érythrée \| Bike Aid \| + 4 s \| \| 4e \| Patrik Tybor \| Slovaquie \| Dukla Banská Bystrica \| + 4 s \| \| 5e \| Salaheddine Mraouni \| Maroc \| Maroc \| + 6 s \| \| 6e \| Javier Valero \| Espagne \| Dare Gaviota \| + 7 s \| \| 7e \| Richard Larsén \| Suède \| \| + 9 s \| \| 8e \| Nikodemus Holler \| Allemagne \| Bike Aid \| + 10 s \| \| 9e \| Clément Orceau \| France \| Vendée U Pays de la Loire \| + 10 s \| \| 10e \| Jacob Tipper \| Royaume-Uni \| Memil-CCN Pro Cycling \| + 10 s \| |                     |             |                               |                 |
| |                     |             |                               |                 |
| Sources : ProCyclingStats Cycling Quotient |                     |             |                               |                 |
| Classement général |                     |             |                               |                 |
| Coureur | Coureur             | Pays        | Équipe                        | Temps           |
| 1er | Jakub Mareczko      | Italie      | Wilier Triestina-Selle Italia | 2 h 58 min 42 s |
| 2e | Soufiane Haddi      | Maroc       | Maroc                         | + 2 s           |
| 3e | Meron Teshome       | Érythrée    | Bike Aid                      | + 4 s           |
| 4e | Patrik Tybor        | Slovaquie   | Dukla Banská Bystrica         | + 4 s           |
| 5e | Salaheddine Mraouni | Maroc       | Maroc                         | + 6 s           |
| 6e | Javier Valero       | Espagne     | Dare Gaviota                  | + 7 s           |
| 7e | Richard Larsén      | Suède       |                               | + 9 s           |
| 8e | Nikodemus Holler    | Allemagne   | Bike Aid                      | + 10 s          |
| 9e | Clément Orceau      | France      | Vendée U Pays de la Loire     | + 10 s          |
| 10e | Jacob Tipper        | Royaume-Uni | Memil-CCN Pro Cycling         | + 10 s          |

### 2eétape
| \| Classement de l'étape \| Classement de l'étape \| Classement de l'étape \| Classement de l'étape \| Classement de l'étape \| \| Coureur \| Coureur \| Pays \| Équipe \| Temps \| \| --------------------- \| --------------------- \| ---------------------- \| ----------------------------- \| --------------------- \| \| 1er \| Louis Pijourlet \| France \| Vendée U Pays de la Loire \| 4 h 27 min 24 s \| \| 2e \| Alexey Vermeulen \| États-Unis \| Interpro Stradalli \| + 0 s \| \| 3e \| Youcef Reguigui \| Algérie \| Sovac-Natura4Ever \| + 21 s \| \| 4e \| Soufiane Haddi \| Maroc \| Maroc \| + 21 s \| \| 5e \| Diego Milán \| République dominicaine \| Inteja-Dominican cycling team \| + 21 s \| \| 6e \| David Rivière \| France \| Vendée U Pays de la Loire \| + 21 s \| \| 7e \| Nikodemus Holler \| Allemagne \| Bike Aid \| + 21 s \| \| 8e \| Florian Maitre \| France \| Vendée U Pays de la Loire \| + 21 s \| \| 9e \| Marlon Gaillard \| France \| Vendée U Pays de la Loire \| + 21 s \| \| 10e \| Javier Valero \| Espagne \| Dare Gaviota \| + 21 s \| |                  |                        |                               |                 |
| |                  |                        |                               |                 |
| Sources : ProCyclingStats Cycling Quotient |                  |                        |                               |                 |
| Classement de l'étape |                  |                        |                               |                 |
| Coureur | Coureur          | Pays                   | Équipe                        | Temps           |
| 1er | Louis Pijourlet  | France                 | Vendée U Pays de la Loire     | 4 h 27 min 24 s |
| 2e | Alexey Vermeulen | États-Unis             | Interpro Stradalli            | + 0 s           |
| 3e | Youcef Reguigui  | Algérie                | Sovac-Natura4Ever             | + 21 s          |
| 4e | Soufiane Haddi   | Maroc                  | Maroc                         | + 21 s          |
| 5e | Diego Milán      | République dominicaine | Inteja-Dominican cycling team | + 21 s          |
| 6e | David Rivière    | France                 | Vendée U Pays de la Loire     | + 21 s          |
| 7e | Nikodemus Holler | Allemagne              | Bike Aid                      | + 21 s          |
| 8e | Florian Maitre   | France                 | Vendée U Pays de la Loire     | + 21 s          |
| 9e | Marlon Gaillard  | France                 | Vendée U Pays de la Loire     | + 21 s          |
| 10e | Javier Valero    | Espagne                | Dare Gaviota                  | + 21 s          |

| \| Classement général \| Classement général \| Classement général \| Classement général \| Classement général \| \| Coureur \| Coureur \| Pays \| Équipe \| Temps \| \| ------------------ \| ------------------- \| ---------------------- \| ----------------------------- \| ------------------ \| \| 1er \| Louis Pijourlet \| France \| Vendée U Pays de la Loire \| 7 h 26 min 06 s \| \| 2e \| Alexey Vermeulen \| États-Unis \| Interpro Stradalli \| + 3 s \| \| 3e \| Soufiane Haddi \| Maroc \| Maroc \| + 20 s \| \| 4e \| Salaheddine Mraouni \| Maroc \| Maroc \| + 26 s \| \| 5e \| Marlon Gaillard \| France \| Vendée U Pays de la Loire \| + 26 s \| \| 6e \| Javier Valero \| Espagne \| Dare Gaviota \| + 26 s \| \| 7e \| Youcef Reguigui \| Algérie \| Sovac-Natura4Ever \| + 27 s \| \| 8e \| Diego Milán \| République dominicaine \| Inteja-Dominican cycling team \| + 28 s \| \| 9e \| Florian Maitre \| France \| Vendée U Pays de la Loire \| + 29 s \| \| 10e \| Francisco Mancebo \| Espagne \| Inteja-Dominican cycling team \| + 30 s \| |                     |                        |                               |                 |
| |                     |                        |                               |                 |
| Sources : ProCyclingStats Cycling Quotient |                     |                        |                               |                 |
| Classement général |                     |                        |                               |                 |
| Coureur | Coureur             | Pays                   | Équipe                        | Temps           |
| 1er | Louis Pijourlet     | France                 | Vendée U Pays de la Loire     | 7 h 26 min 06 s |
| 2e | Alexey Vermeulen    | États-Unis             | Interpro Stradalli            | + 3 s           |
| 3e | Soufiane Haddi      | Maroc                  | Maroc                         | + 20 s          |
| 4e | Salaheddine Mraouni | Maroc                  | Maroc                         | + 26 s          |
| 5e | Marlon Gaillard     | France                 | Vendée U Pays de la Loire     | + 26 s          |
| 6e | Javier Valero       | Espagne                | Dare Gaviota                  | + 26 s          |
| 7e | Youcef Reguigui     | Algérie                | Sovac-Natura4Ever             | + 27 s          |
| 8e | Diego Milán         | République dominicaine | Inteja-Dominican cycling team | + 28 s          |
| 9e | Florian Maitre      | France                 | Vendée U Pays de la Loire     | + 29 s          |
| 10e | Francisco Mancebo   | Espagne                | Inteja-Dominican cycling team | + 30 s          |

### 3eétape
| \| Classement de l'étape \| Classement de l'étape \| Classement de l'étape \| Classement de l'étape \| Classement de l'étape \| \| Coureur \| Coureur \| Pays \| Équipe \| Temps \| \| --------------------- \| ----------------------- \| --------------------- \| ----------------------------- \| --------------------- \| \| 1er \| Jakub Mareczko \| Italie \| Wilier Triestina-Selle Italia \| 4 h 23 min 57 s \| \| 2e \| Clément Orceau \| France \| Vendée U Pays de la Loire \| + 0 s \| \| 3e \| Lucas Carstensen \| Allemagne \| Bike Aid \| + 0 s \| \| 4e \| Ali Nouisri \| Tunisie \| Tunisie \| + 0 s \| \| 5e \| Albert Torres \| Espagne \| Inteja-Dominican cycling team \| + 0 s \| \| 6e \| Francisco José Castelló \| Espagne \| Dare Gaviota \| + 0 s \| \| 7e \| Vladislav Kulikov \| Russie \| Russie \| + 0 s \| \| 8e \| Youcef Reguigui \| Algérie \| Sovac-Natura4Ever \| + 0 s \| \| 9e \| Soufiane Sahbaoui \| Maroc \| Maroc \| + 0 s \| \| 10e \| Sindre Haugsvær \| Norvège \| H&R Block \| + 0 s \| |                         |           |                               |                 |
| |                         |           |                               |                 |
| Sources : ProCyclingStats Cycling Quotient |                         |           |                               |                 |
| Classement de l'étape |                         |           |                               |                 |
| Coureur | Coureur                 | Pays      | Équipe                        | Temps           |
| 1er | Jakub Mareczko          | Italie    | Wilier Triestina-Selle Italia | 4 h 23 min 57 s |
| 2e | Clément Orceau          | France    | Vendée U Pays de la Loire     | + 0 s           |
| 3e | Lucas Carstensen        | Allemagne | Bike Aid                      | + 0 s           |
| 4e | Ali Nouisri             | Tunisie   | Tunisie                       | + 0 s           |
| 5e | Albert Torres           | Espagne   | Inteja-Dominican cycling team | + 0 s           |
| 6e | Francisco José Castelló | Espagne   | Dare Gaviota                  | + 0 s           |
| 7e | Vladislav Kulikov       | Russie    | Russie                        | + 0 s           |
| 8e | Youcef Reguigui         | Algérie   | Sovac-Natura4Ever             | + 0 s           |
| 9e | Soufiane Sahbaoui       | Maroc     | Maroc                         | + 0 s           |
| 10e | Sindre Haugsvær         | Norvège   | H&R Block                     | + 0 s           |

| \| Classement général \| Classement général \| Classement général \| Classement général \| Classement général \| \| Coureur \| Coureur \| Pays \| Équipe \| Temps \| \| ------------------ \| ------------------- \| ---------------------- \| ----------------------------- \| ------------------ \| \| 1er \| Louis Pijourlet \| France \| Vendée U Pays de la Loire \| 11 h 50 min 03 s \| \| 2e \| Alexey Vermeulen \| États-Unis \| Interpro Stradalli \| + 3 s \| \| 3e \| Soufiane Haddi \| Maroc \| Maroc \| + 20 s \| \| 4e \| Salaheddine Mraouni \| Maroc \| Maroc \| + 26 s \| \| 5e \| Marlon Gaillard \| France \| Vendée U Pays de la Loire \| + 26 s \| \| 6e \| Javier Valero \| Espagne \| Dare Gaviota \| + 26 s \| \| 7e \| Youcef Reguigui \| Algérie \| Sovac-Natura4Ever \| + 27 s \| \| 8e \| Diego Milán \| République dominicaine \| Inteja-Dominican cycling team \| + 28 s \| \| 9e \| Florian Maitre \| France \| Vendée U Pays de la Loire \| + 29 s \| \| 10e \| Nikodemus Holler \| Allemagne \| Bike Aid \| + 30 s \| |                     |                        |                               |                  |
| |                     |                        |                               |                  |
| Sources : ProCyclingStats Cycling Quotient |                     |                        |                               |                  |
| Classement général |                     |                        |                               |                  |
| Coureur | Coureur             | Pays                   | Équipe                        | Temps            |
| 1er | Louis Pijourlet     | France                 | Vendée U Pays de la Loire     | 11 h 50 min 03 s |
| 2e | Alexey Vermeulen    | États-Unis             | Interpro Stradalli            | + 3 s            |
| 3e | Soufiane Haddi      | Maroc                  | Maroc                         | + 20 s           |
| 4e | Salaheddine Mraouni | Maroc                  | Maroc                         | + 26 s           |
| 5e | Marlon Gaillard     | France                 | Vendée U Pays de la Loire     | + 26 s           |
| 6e | Javier Valero       | Espagne                | Dare Gaviota                  | + 26 s           |
| 7e | Youcef Reguigui     | Algérie                | Sovac-Natura4Ever             | + 27 s           |
| 8e | Diego Milán         | République dominicaine | Inteja-Dominican cycling team | + 28 s           |
| 9e | Florian Maitre      | France                 | Vendée U Pays de la Loire     | + 29 s           |
| 10e | Nikodemus Holler    | Allemagne              | Bike Aid                      | + 30 s           |

### 4eétape
| \| Classement de l'étape \| Classement de l'étape \| Classement de l'étape \| Classement de l'étape \| Classement de l'étape \| \| Coureur \| Coureur \| Pays \| Équipe \| Temps \| \| --------------------- \| ---------------------- \| ---------------------- \| ----------------------------- \| --------------------- \| \| 1er \| Alexey Vermeulen \| États-Unis \| Interpro Stradalli \| 4 h 39 min 59 s \| \| 2e \| Nikodemus Holler \| Allemagne \| Bike Aid \| + 0 s \| \| 3e \| Kirill Pozdnyakov \| Azerbaijan \| Synergy Baku Cycling Project \| + 0 s \| \| 4e \| Louis Pijourlet \| France \| Vendée U Pays de la Loire \| + 0 s \| \| 5e \| Francisco Mancebo \| Espagne \| Inteja-Dominican cycling team \| + 2 s \| \| 6e \| Marlon Gaillard \| France \| Vendée U Pays de la Loire \| + 4 s \| \| 7e \| Jokin Etxabe \| Espagne \| Interpro Stradalli \| + 22 s \| \| 8e \| Hannes Bergström Frisk \| Suède \| \| + 22 s \| \| 9e \| Martin Haring \| Slovaquie \| Dukla Banská Bystrica \| + 53 s \| \| 10e \| Diego Milán \| République dominicaine \| Inteja-Dominican cycling team \| + 1 min 52 s \| |                        |                        |                               |                 |
| |                        |                        |                               |                 |
| Sources : ProCyclingStats Cycling Quotient |                        |                        |                               |                 |
| Classement de l'étape |                        |                        |                               |                 |
| Coureur | Coureur                | Pays                   | Équipe                        | Temps           |
| 1er | Alexey Vermeulen       | États-Unis             | Interpro Stradalli            | 4 h 39 min 59 s |
| 2e | Nikodemus Holler       | Allemagne              | Bike Aid                      | + 0 s           |
| 3e | Kirill Pozdnyakov      | Azerbaijan             | Synergy Baku Cycling Project  | + 0 s           |
| 4e | Louis Pijourlet        | France                 | Vendée U Pays de la Loire     | + 0 s           |
| 5e | Francisco Mancebo      | Espagne                | Inteja-Dominican cycling team | + 2 s           |
| 6e | Marlon Gaillard        | France                 | Vendée U Pays de la Loire     | + 4 s           |
| 7e | Jokin Etxabe           | Espagne                | Interpro Stradalli            | + 22 s          |
| 8e | Hannes Bergström Frisk | Suède                  |                               | + 22 s          |
| 9e | Martin Haring          | Slovaquie              | Dukla Banská Bystrica         | + 53 s          |
| 10e | Diego Milán            | République dominicaine | Inteja-Dominican cycling team | + 1 min 52 s    |

| \| Classement général \| Classement général \| Classement général \| Classement général \| Classement général \| \| Coureur \| Coureur \| Pays \| Équipe \| Temps \| \| ------------------ \| ------------------- \| ---------------------- \| ----------------------------- \| ------------------ \| \| 1er \| Alexey Vermeulen \| États-Unis \| Interpro Stradalli \| 16 h 29 min 55 s \| \| 2e \| Nikodemus Holler \| Allemagne \| Bike Aid \| + 31 s \| \| 3e \| Kirill Pozdnyakov \| Azerbaijan \| Synergy Baku Cycling Project \| + 34 s \| \| 4e \| Marlon Gaillard \| France \| Vendée U Pays de la Loire \| + 37 s \| \| 5e \| Francisco Mancebo \| Espagne \| Inteja-Dominican cycling team \| + 39 s \| \| 6e \| Louis Pijourlet \| France \| Vendée U Pays de la Loire \| + 47 s \| \| 7e \| Jokin Etxabe \| Espagne \| Interpro Stradalli \| + 1 min 00 s \| \| 8e \| Soufiane Haddi \| Maroc \| Maroc \| + 2 min 19 s \| \| 9e \| Salaheddine Mraouni \| Maroc \| Maroc \| + 2 min 25 s \| \| 10e \| Diego Milán \| République dominicaine \| Inteja-Dominican cycling team \| + 2 min 27 s \| |                     |                        |                               |                  |
| |                     |                        |                               |                  |
| Sources : ProCyclingStats Cycling Quotient |                     |                        |                               |                  |
| Classement général |                     |                        |                               |                  |
| Coureur | Coureur             | Pays                   | Équipe                        | Temps            |
| 1er | Alexey Vermeulen    | États-Unis             | Interpro Stradalli            | 16 h 29 min 55 s |
| 2e | Nikodemus Holler    | Allemagne              | Bike Aid                      | + 31 s           |
| 3e | Kirill Pozdnyakov   | Azerbaijan             | Synergy Baku Cycling Project  | + 34 s           |
| 4e | Marlon Gaillard     | France                 | Vendée U Pays de la Loire     | + 37 s           |
| 5e | Francisco Mancebo   | Espagne                | Inteja-Dominican cycling team | + 39 s           |
| 6e | Louis Pijourlet     | France                 | Vendée U Pays de la Loire     | + 47 s           |
| 7e | Jokin Etxabe        | Espagne                | Interpro Stradalli            | + 1 min 00 s     |
| 8e | Soufiane Haddi      | Maroc                  | Maroc                         | + 2 min 19 s     |
| 9e | Salaheddine Mraouni | Maroc                  | Maroc                         | + 2 min 25 s     |
| 10e | Diego Milán         | République dominicaine | Inteja-Dominican cycling team | + 2 min 27 s     |

### 5eétape
| \| Classement de l'étape \| Classement de l'étape \| Classement de l'étape \| Classement de l'étape \| Classement de l'étape \| \| Coureur \| Coureur \| Pays \| Équipe \| Temps \| \| --------------------- \| ----------------------- \| --------------------- \| ----------------------------- \| --------------------- \| \| 1er \| Jakub Mareczko \| Italie \| Wilier Triestina-Selle Italia \| 3 h 26 min 37 s \| \| 2e \| Lucas Carstensen \| Allemagne \| Bike Aid \| + 0 s \| \| 3e \| Albert Torres \| Espagne \| Inteja-Dominican cycling team \| + 0 s \| \| 4e \| Clément Orceau \| France \| Vendée U Pays de la Loire \| + 0 s \| \| 5e \| Soufiane Sahbaoui \| Maroc \| Maroc \| + 0 s \| \| 6e \| Andrey Sazanov \| Russie \| Russie \| + 0 s \| \| 7e \| Jean-Michel Lachance \| Canada \| \| + 0 s \| \| 8e \| Filip Taragel \| Slovaquie \| \| + 0 s \| \| 9e \| Mohamed Bouzidi \| Algérie \| \| + 0 s \| \| 10e \| Francisco José Castelló \| Espagne \| Dare Gaviota \| + 0 s \| |                         |           |                               |                 |
| |                         |           |                               |                 |
| Sources : ProCyclingStats Cycling Quotient |                         |           |                               |                 |
| Classement de l'étape |                         |           |                               |                 |
| Coureur | Coureur                 | Pays      | Équipe                        | Temps           |
| 1er | Jakub Mareczko          | Italie    | Wilier Triestina-Selle Italia | 3 h 26 min 37 s |
| 2e | Lucas Carstensen        | Allemagne | Bike Aid                      | + 0 s           |
| 3e | Albert Torres           | Espagne   | Inteja-Dominican cycling team | + 0 s           |
| 4e | Clément Orceau          | France    | Vendée U Pays de la Loire     | + 0 s           |
| 5e | Soufiane Sahbaoui       | Maroc     | Maroc                         | + 0 s           |
| 6e | Andrey Sazanov          | Russie    | Russie                        | + 0 s           |
| 7e | Jean-Michel Lachance    | Canada    |                               | + 0 s           |
| 8e | Filip Taragel           | Slovaquie |                               | + 0 s           |
| 9e | Mohamed Bouzidi         | Algérie   |                               | + 0 s           |
| 10e | Francisco José Castelló | Espagne   | Dare Gaviota                  | + 0 s           |

| \| Classement général \| Classement général \| Classement général \| Classement général \| Classement général \| \| Coureur \| Coureur \| Pays \| Équipe \| Temps \| \| ------------------ \| ------------------- \| ------------------ \| ----------------------------- \| ------------------ \| \| 1er \| Alexey Vermeulen \| États-Unis \| Interpro Stradalli \| 19 h 56 min 32 s \| \| 2e \| Nikodemus Holler \| Allemagne \| Bike Aid \| + 29 s \| \| 3e \| Kirill Pozdnyakov \| Azerbaijan \| Synergy Baku Cycling Project \| + 34 s \| \| 4e \| Marlon Gaillard \| France \| Vendée U Pays de la Loire \| + 37 s \| \| 5e \| Francisco Mancebo \| Espagne \| Inteja-Dominican cycling team \| + 39 s \| \| 6e \| Louis Pijourlet \| France \| Vendée U Pays de la Loire \| + 47 s \| \| 7e \| Jokin Etxabe \| Espagne \| Interpro Stradalli \| + 1 min 00 s \| \| 8e \| Salaheddine Mraouni \| Maroc \| Maroc \| + 2 min 19 s \| \| 9e \| Soufiane Haddi \| Maroc \| Maroc \| + 2 min 19 s \| \| 10e \| Florian Maitre \| France \| Vendée U Pays de la Loire \| + 2 min 24 s \| |                     |            |                               |                  |
| |                     |            |                               |                  |
| Sources : ProCyclingStats Cycling Quotient |                     |            |                               |                  |
| Classement général |                     |            |                               |                  |
| Coureur | Coureur             | Pays       | Équipe                        | Temps            |
| 1er | Alexey Vermeulen    | États-Unis | Interpro Stradalli            | 19 h 56 min 32 s |
| 2e | Nikodemus Holler    | Allemagne  | Bike Aid                      | + 29 s           |
| 3e | Kirill Pozdnyakov   | Azerbaijan | Synergy Baku Cycling Project  | + 34 s           |
| 4e | Marlon Gaillard     | France     | Vendée U Pays de la Loire     | + 37 s           |
| 5e | Francisco Mancebo   | Espagne    | Inteja-Dominican cycling team | + 39 s           |
| 6e | Louis Pijourlet     | France     | Vendée U Pays de la Loire     | + 47 s           |
| 7e | Jokin Etxabe        | Espagne    | Interpro Stradalli            | + 1 min 00 s     |
| 8e | Salaheddine Mraouni | Maroc      | Maroc                         | + 2 min 19 s     |
| 9e | Soufiane Haddi      | Maroc      | Maroc                         | + 2 min 19 s     |
| 10e | Florian Maitre      | France     | Vendée U Pays de la Loire     | + 2 min 24 s     |

### 6eétape
| \| Classement de l'étape \| Classement de l'étape \| Classement de l'étape \| Classement de l'étape \| Classement de l'étape \| \| Coureur \| Coureur \| Pays \| Équipe \| Temps \| \| --------------------- \| --------------------- \| --------------------- \| ----------------------------- \| --------------------- \| \| 1er \| Jacob Tipper \| Royaume-Uni \| Memil-CCN Pro Cycling \| 5 h 43 min 50 s \| \| 2e \| Jakub Mareczko \| Italie \| Wilier Triestina-Selle Italia \| + 0 s \| \| 3e \| Marco Coledan \| Italie \| Wilier Triestina-Selle Italia \| + 3 s \| \| 4e \| Adil Jelloul \| Maroc \| Maroc \| + 33 s \| \| 5e \| David Rivière \| France \| Vendée U Pays de la Loire \| + 35 s \| \| 6e \| Filippo Pozzato \| Italie \| Wilier Triestina-Selle Italia \| + 3 min 09 s \| \| 7e \| Alexey Kurbatov \| Russie \| Russie \| + 3 min 09 s \| \| 8e \| Soufiane Sahbaoui \| Maroc \| Maroc \| + 3 min 09 s \| \| 9e \| Youcef Reguigui \| Algérie \| Sovac-Natura4Ever \| + 3 min 09 s \| \| 10e \| Bruno Araújo \| Angola \| BAI-Sicasal-Petro de Luanda \| + 3 min 09 s \| |                   |             |                               |                 |
| |                   |             |                               |                 |
| Source : Cycling Quotient |                   |             |                               |                 |
| Classement de l'étape |                   |             |                               |                 |
| Coureur | Coureur           | Pays        | Équipe                        | Temps           |
| 1er | Jacob Tipper      | Royaume-Uni | Memil-CCN Pro Cycling         | 5 h 43 min 50 s |
| 2e | Jakub Mareczko    | Italie      | Wilier Triestina-Selle Italia | + 0 s           |
| 3e | Marco Coledan     | Italie      | Wilier Triestina-Selle Italia | + 3 s           |
| 4e | Adil Jelloul      | Maroc       | Maroc                         | + 33 s          |
| 5e | David Rivière     | France      | Vendée U Pays de la Loire     | + 35 s          |
| 6e | Filippo Pozzato   | Italie      | Wilier Triestina-Selle Italia | + 3 min 09 s    |
| 7e | Alexey Kurbatov   | Russie      | Russie                        | + 3 min 09 s    |
| 8e | Soufiane Sahbaoui | Maroc       | Maroc                         | + 3 min 09 s    |
| 9e | Youcef Reguigui   | Algérie     | Sovac-Natura4Ever             | + 3 min 09 s    |
| 10e | Bruno Araújo      | Angola      | BAI-Sicasal-Petro de Luanda   | + 3 min 09 s    |

| \| Classement général \| Classement général \| Classement général \| Classement général \| Classement général \| \| Coureur \| Coureur \| Pays \| Équipe \| Temps \| \| ------------------ \| ------------------- \| ------------------ \| ----------------------------- \| ------------------ \| \| 1er \| David Rivière \| France \| Vendée U Pays de la Loire \| 25 h 43 min 24 s \| \| 2e \| Alexey Vermeulen \| États-Unis \| Interpro Stradalli \| + 7 s \| \| 3e \| Nikodemus Holler \| Allemagne \| Bike Aid \| + 34 s \| \| 4e \| Marlon Gaillard \| France \| Vendée U Pays de la Loire \| + 41 s \| \| 5e \| Kirill Pozdnyakov \| Azerbaijan \| Synergy Baku Cycling Project \| + 41 s \| \| 6e \| Francisco Mancebo \| Espagne \| Inteja-Dominican cycling team \| + 46 s \| \| 7e \| Louis Pijourlet \| France \| Vendée U Pays de la Loire \| + 54 s \| \| 8e \| Jokin Etxabe \| Espagne \| Interpro Stradalli \| + 1 min 07 s \| \| 9e \| Salaheddine Mraouni \| Maroc \| Maroc \| + 2 min 26 s \| \| 10e \| Soufiane Haddi \| Maroc \| Maroc \| + 2 min 26 s \| |                     |            |                               |                  |
| |                     |            |                               |                  |
| Source : Cycling Quotient |                     |            |                               |                  |
| Classement général |                     |            |                               |                  |
| Coureur | Coureur             | Pays       | Équipe                        | Temps            |
| 1er | David Rivière       | France     | Vendée U Pays de la Loire     | 25 h 43 min 24 s |
| 2e | Alexey Vermeulen    | États-Unis | Interpro Stradalli            | + 7 s            |
| 3e | Nikodemus Holler    | Allemagne  | Bike Aid                      | + 34 s           |
| 4e | Marlon Gaillard     | France     | Vendée U Pays de la Loire     | + 41 s           |
| 5e | Kirill Pozdnyakov   | Azerbaijan | Synergy Baku Cycling Project  | + 41 s           |
| 6e | Francisco Mancebo   | Espagne    | Inteja-Dominican cycling team | + 46 s           |
| 7e | Louis Pijourlet     | France     | Vendée U Pays de la Loire     | + 54 s           |
| 8e | Jokin Etxabe        | Espagne    | Interpro Stradalli            | + 1 min 07 s     |
| 9e | Salaheddine Mraouni | Maroc      | Maroc                         | + 2 min 26 s     |
| 10e | Soufiane Haddi      | Maroc      | Maroc                         | + 2 min 26 s     |

### 7eétape
| \| Classement de l'étape \| Classement de l'étape \| Classement de l'étape \| Classement de l'étape \| Classement de l'étape \| \| Coureur \| Coureur \| Pays \| Équipe \| Temps \| \| --------------------- \| --------------------- \| ---------------------- \| ----------------------------- \| --------------------- \| \| 1er \| Jakub Mareczko \| Italie \| Wilier Triestina-Selle Italia \| 2 h 51 min 12 s \| \| 2e \| Lucas Carstensen \| Allemagne \| Bike Aid \| + 0 s \| \| 3e \| Jayson Rousseau \| France \| \| + 0 s \| \| 4e \| Marco Coledan \| Italie \| Wilier Triestina-Selle Italia \| + 0 s \| \| 5e \| Diego Milán \| République dominicaine \| Inteja-Dominican cycling team \| + 0 s \| \| 6e \| Albert Torres \| Espagne \| Inteja-Dominican cycling team \| + 0 s \| \| 7e \| Alexey Kurbatov \| Russie \| Russie \| + 0 s \| \| 8e \| Soufiane Sahbaoui \| Maroc \| Maroc \| + 0 s \| \| 9e \| Vladislav Kulikov \| Russie \| Russie \| + 0 s \| \| 10e \| Soufiane Haddi \| Maroc \| Maroc \| + 0 s \| |                   |                        |                               |                 |
| |                   |                        |                               |                 |
| Source : Cycling Quotient |                   |                        |                               |                 |
| Classement de l'étape |                   |                        |                               |                 |
| Coureur | Coureur           | Pays                   | Équipe                        | Temps           |
| 1er | Jakub Mareczko    | Italie                 | Wilier Triestina-Selle Italia | 2 h 51 min 12 s |
| 2e | Lucas Carstensen  | Allemagne              | Bike Aid                      | + 0 s           |
| 3e | Jayson Rousseau   | France                 |                               | + 0 s           |
| 4e | Marco Coledan     | Italie                 | Wilier Triestina-Selle Italia | + 0 s           |
| 5e | Diego Milán       | République dominicaine | Inteja-Dominican cycling team | + 0 s           |
| 6e | Albert Torres     | Espagne                | Inteja-Dominican cycling team | + 0 s           |
| 7e | Alexey Kurbatov   | Russie                 | Russie                        | + 0 s           |
| 8e | Soufiane Sahbaoui | Maroc                  | Maroc                         | + 0 s           |
| 9e | Vladislav Kulikov | Russie                 | Russie                        | + 0 s           |
| 10e | Soufiane Haddi    | Maroc                  | Maroc                         | + 0 s           |

| \| Classement général \| Classement général \| Classement général \| Classement général \| Classement général \| \| Coureur \| Coureur \| Pays \| Équipe \| Temps \| \| ------------------ \| ------------------- \| ------------------ \| ----------------------------- \| ------------------ \| \| 1er \| David Rivière \| France \| Vendée U Pays de la Loire \| 28 h 34 min 36 s \| \| 2e \| Alexey Vermeulen \| États-Unis \| Interpro Stradalli \| + 7 s \| \| 3e \| Nikodemus Holler \| Allemagne \| Bike Aid \| + 34 s \| \| 4e \| Marlon Gaillard \| France \| Vendée U Pays de la Loire \| + 41 s \| \| 5e \| Kirill Pozdnyakov \| Azerbaijan \| Synergy Baku Cycling Project \| + 41 s \| \| 6e \| Francisco Mancebo \| Espagne \| Inteja-Dominican cycling team \| + 46 s \| \| 7e \| Louis Pijourlet \| France \| Vendée U Pays de la Loire \| + 54 s \| \| 8e \| Jokin Etxabe \| Espagne \| Interpro Stradalli \| + 1 min 07 s \| \| 9e \| Salaheddine Mraouni \| Maroc \| Maroc \| + 2 min 26 s \| \| 10e \| Soufiane Haddi \| Maroc \| Maroc \| + 2 min 26 s \| |                     |            |                               |                  |
| |                     |            |                               |                  |
| Source : Cycling Quotient |                     |            |                               |                  |
| Classement général |                     |            |                               |                  |
| Coureur | Coureur             | Pays       | Équipe                        | Temps            |
| 1er | David Rivière       | France     | Vendée U Pays de la Loire     | 28 h 34 min 36 s |
| 2e | Alexey Vermeulen    | États-Unis | Interpro Stradalli            | + 7 s            |
| 3e | Nikodemus Holler    | Allemagne  | Bike Aid                      | + 34 s           |
| 4e | Marlon Gaillard     | France     | Vendée U Pays de la Loire     | + 41 s           |
| 5e | Kirill Pozdnyakov   | Azerbaijan | Synergy Baku Cycling Project  | + 41 s           |
| 6e | Francisco Mancebo   | Espagne    | Inteja-Dominican cycling team | + 46 s           |
| 7e | Louis Pijourlet     | France     | Vendée U Pays de la Loire     | + 54 s           |
| 8e | Jokin Etxabe        | Espagne    | Interpro Stradalli            | + 1 min 07 s     |
| 9e | Salaheddine Mraouni | Maroc      | Maroc                         | + 2 min 26 s     |
| 10e | Soufiane Haddi      | Maroc      | Maroc                         | + 2 min 26 s     |

### 8eétape
| \| Classement de l'étape \| Classement de l'étape \| Classement de l'étape \| Classement de l'étape \| Classement de l'étape \| \| Coureur \| Coureur \| Pays \| Équipe \| Temps \| \| --------------------- \| --------------------- \| ---------------------- \| ----------------------------- \| --------------------- \| \| 1er \| Marco Coledan \| Italie \| Wilier Triestina-Selle Italia \| 4 h 36 min 50 s \| \| 2e \| Jakub Mareczko \| Italie \| Wilier Triestina-Selle Italia \| + 45 s \| \| 3e \| Clément Orceau \| France \| Vendée U Pays de la Loire \| + 45 s \| \| 4e \| Jacob Tipper \| Royaume-Uni \| Memil-CCN Pro Cycling \| + 45 s \| \| 5e \| Pierre Moncorgé \| France \| Memil-CCN Pro Cycling \| + 45 s \| \| 6e \| Youcef Reguigui \| Algérie \| Sovac-Natura4Ever \| + 45 s \| \| 7e \| Diego Milán \| République dominicaine \| Inteja-Dominican cycling team \| + 45 s \| \| 8e \| Florian Maitre \| France \| Vendée U Pays de la Loire \| + 45 s \| \| 9e \| Csaba Pályi \| Hongrie \| \| + 45 s \| \| 10e \| Filip Taragel \| Slovaquie \| \| + 45 s \| |                 |                        |                               |                 |
| |                 |                        |                               |                 |
| Source : Cycling Quotient |                 |                        |                               |                 |
| Classement de l'étape |                 |                        |                               |                 |
| Coureur | Coureur         | Pays                   | Équipe                        | Temps           |
| 1er | Marco Coledan   | Italie                 | Wilier Triestina-Selle Italia | 4 h 36 min 50 s |
| 2e | Jakub Mareczko  | Italie                 | Wilier Triestina-Selle Italia | + 45 s          |
| 3e | Clément Orceau  | France                 | Vendée U Pays de la Loire     | + 45 s          |
| 4e | Jacob Tipper    | Royaume-Uni            | Memil-CCN Pro Cycling         | + 45 s          |
| 5e | Pierre Moncorgé | France                 | Memil-CCN Pro Cycling         | + 45 s          |
| 6e | Youcef Reguigui | Algérie                | Sovac-Natura4Ever             | + 45 s          |
| 7e | Diego Milán     | République dominicaine | Inteja-Dominican cycling team | + 45 s          |
| 8e | Florian Maitre  | France                 | Vendée U Pays de la Loire     | + 45 s          |
| 9e | Csaba Pályi     | Hongrie                |                               | + 45 s          |
| 10e | Filip Taragel   | Slovaquie              |                               | + 45 s          |

| \| Classement général \| Classement général \| Classement général \| Classement général \| Classement général \| \| Coureur \| Coureur \| Pays \| Équipe \| Temps \| \| ------------------ \| ------------------ \| ---------------------- \| ----------------------------- \| ------------------ \| \| 1er \| David Rivière \| France \| Vendée U Pays de la Loire \| 33 h 12 min 11 s \| \| 2e \| Alexey Vermeulen \| États-Unis \| Interpro Stradalli \| + 7 s \| \| 3e \| Nikodemus Holler \| Allemagne \| Bike Aid \| + 34 s \| \| 4e \| Marlon Gaillard \| France \| Vendée U Pays de la Loire \| + 41 s \| \| 5e \| Kirill Pozdnyakov \| Azerbaijan \| Synergy Baku Cycling Project \| + 41 s \| \| 6e \| Francisco Mancebo \| Espagne \| Inteja-Dominican cycling team \| + 46 s \| \| 7e \| Louis Pijourlet \| France \| Vendée U Pays de la Loire \| + 54 s \| \| 8e \| Jokin Etxabe \| Espagne \| Interpro Stradalli \| + 1 min 07 s \| \| 9e \| Florian Maitre \| France \| Vendée U Pays de la Loire \| + 2 min 28 s \| \| 10e \| Diego Milán \| République dominicaine \| Inteja-Dominican cycling team \| + 2 min 32 s \| |                   |                        |                               |                  |
| |                   |                        |                               |                  |
| Source : Cycling Quotient |                   |                        |                               |                  |
| Classement général |                   |                        |                               |                  |
| Coureur | Coureur           | Pays                   | Équipe                        | Temps            |
| 1er | David Rivière     | France                 | Vendée U Pays de la Loire     | 33 h 12 min 11 s |
| 2e | Alexey Vermeulen  | États-Unis             | Interpro Stradalli            | + 7 s            |
| 3e | Nikodemus Holler  | Allemagne              | Bike Aid                      | + 34 s           |
| 4e | Marlon Gaillard   | France                 | Vendée U Pays de la Loire     | + 41 s           |
| 5e | Kirill Pozdnyakov | Azerbaijan             | Synergy Baku Cycling Project  | + 41 s           |
| 6e | Francisco Mancebo | Espagne                | Inteja-Dominican cycling team | + 46 s           |
| 7e | Louis Pijourlet   | France                 | Vendée U Pays de la Loire     | + 54 s           |
| 8e | Jokin Etxabe      | Espagne                | Interpro Stradalli            | + 1 min 07 s     |
| 9e | Florian Maitre    | France                 | Vendée U Pays de la Loire     | + 2 min 28 s     |
| 10e | Diego Milán       | République dominicaine | Inteja-Dominican cycling team | + 2 min 32 s     |

### 9eétape
| \| Classement de l'étape \| Classement de l'étape \| Classement de l'étape \| Classement de l'étape \| Classement de l'étape \| \| Coureur \| Coureur \| Pays \| Équipe \| Temps \| \| --------------------- \| --------------------- \| --------------------- \| ----------------------------- \| --------------------- \| \| 1er \| Jakub Mareczko \| Italie \| Wilier Triestina-Selle Italia \| 3 h 49 min 38 s \| \| 2e \| Youcef Reguigui \| Algérie \| Sovac-Natura4Ever \| + 0 s \| \| 3e \| Lucas Carstensen \| Allemagne \| Bike Aid \| + 0 s \| \| 4e \| Marco Coledan \| Italie \| Wilier Triestina-Selle Italia \| + 0 s \| \| 5e \| Ali Nouisri \| Tunisie \| \| + 0 s \| \| 6e \| Alexey Kurbatov \| Russie \| \| + 0 s \| \| 7e \| Jacob Tipper \| Royaume-Uni \| Memil-CCN Pro Cycling \| + 0 s \| \| 8e \| José Alfredo Aguirre \| Mexique \| \| + 0 s \| \| 9e \| Filip Taragel \| Slovaquie \| \| + 0 s \| \| 10e \| Roland Minkó \| Hongrie \| \| + 0 s \| |                      |             |                               |                 |
| |                      |             |                               |                 |
| Source : Cycling Quotient |                      |             |                               |                 |
| Classement de l'étape |                      |             |                               |                 |
| Coureur | Coureur              | Pays        | Équipe                        | Temps           |
| 1er | Jakub Mareczko       | Italie      | Wilier Triestina-Selle Italia | 3 h 49 min 38 s |
| 2e | Youcef Reguigui      | Algérie     | Sovac-Natura4Ever             | + 0 s           |
| 3e | Lucas Carstensen     | Allemagne   | Bike Aid                      | + 0 s           |
| 4e | Marco Coledan        | Italie      | Wilier Triestina-Selle Italia | + 0 s           |
| 5e | Ali Nouisri          | Tunisie     |                               | + 0 s           |
| 6e | Alexey Kurbatov      | Russie      |                               | + 0 s           |
| 7e | Jacob Tipper         | Royaume-Uni | Memil-CCN Pro Cycling         | + 0 s           |
| 8e | José Alfredo Aguirre | Mexique     |                               | + 0 s           |
| 9e | Filip Taragel        | Slovaquie   |                               | + 0 s           |
| 10e | Roland Minkó         | Hongrie     |                               | + 0 s           |

| \| Classement général \| Classement général \| Classement général \| Classement général \| Classement général \| \| Coureur \| Coureur \| Pays \| Équipe \| Temps \| \| ------------------ \| ------------------ \| ---------------------- \| ----------------------------- \| ------------------ \| \| 1er \| David Rivière \| France \| Vendée U Pays de la Loire \| 37 h 01 min 48 s \| \| 2e \| Alexey Vermeulen \| États-Unis \| Interpro Stradalli \| + 8 s \| \| 3e \| Nikodemus Holler \| Allemagne \| Bike Aid \| + 35 s \| \| 4e \| Marlon Gaillard \| France \| Vendée U Pays de la Loire \| + 42 s \| \| 5e \| Kirill Pozdnyakov \| Azerbaijan \| Synergy Baku Cycling Project \| + 42 s \| \| 6e \| Francisco Mancebo \| Espagne \| Inteja-Dominican cycling team \| + 47 s \| \| 7e \| Louis Pijourlet \| France \| Vendée U Pays de la Loire \| + 55 s \| \| 8e \| Jokin Etxabe \| Espagne \| Interpro Stradalli \| + 1 min 08 s \| \| 9e \| Diego Milán \| République dominicaine \| Inteja-Dominican cycling team \| + 2 min 28 s \| \| 10e \| Florian Maitre \| France \| Vendée U Pays de la Loire \| + 2 min 28 s \| |                   |                        |                               |                  |
| |                   |                        |                               |                  |
| Source : Cycling Quotient |                   |                        |                               |                  |
| Classement général |                   |                        |                               |                  |
| Coureur | Coureur           | Pays                   | Équipe                        | Temps            |
| 1er | David Rivière     | France                 | Vendée U Pays de la Loire     | 37 h 01 min 48 s |
| 2e | Alexey Vermeulen  | États-Unis             | Interpro Stradalli            | + 8 s            |
| 3e | Nikodemus Holler  | Allemagne              | Bike Aid                      | + 35 s           |
| 4e | Marlon Gaillard   | France                 | Vendée U Pays de la Loire     | + 42 s           |
| 5e | Kirill Pozdnyakov | Azerbaijan             | Synergy Baku Cycling Project  | + 42 s           |
| 6e | Francisco Mancebo | Espagne                | Inteja-Dominican cycling team | + 47 s           |
| 7e | Louis Pijourlet   | France                 | Vendée U Pays de la Loire     | + 55 s           |
| 8e | Jokin Etxabe      | Espagne                | Interpro Stradalli            | + 1 min 08 s     |
| 9e | Diego Milán       | République dominicaine | Inteja-Dominican cycling team | + 2 min 28 s     |
| 10e | Florian Maitre    | France                 | Vendée U Pays de la Loire     | + 2 min 28 s     |

### 10eétape
| \| Classement de l'étape \| Classement de l'étape \| Classement de l'étape \| Classement de l'étape \| Classement de l'étape \| \| Coureur \| Coureur \| Pays \| Équipe \| Temps \| \| --------------------- \| --------------------- \| --------------------- \| ----------------------------- \| --------------------- \| \| 1er \| Jakub Mareczko \| Italie \| Wilier Triestina-Selle Italia \| 3 h 02 min 47 s \| \| 2e \| Clément Orceau \| France \| Vendée U Pays de la Loire \| + 0 s \| \| 3e \| Lucas Carstensen \| Allemagne \| Bike Aid \| + 0 s \| \| 4e \| Jacob Tipper \| Royaume-Uni \| Memil-CCN Pro Cycling \| + 0 s \| \| 5e \| Marco Coledan \| Italie \| Wilier Triestina-Selle Italia \| + 0 s \| \| 6e \| Youcef Reguigui \| Algérie \| Sovac-Natura4Ever \| + 0 s \| \| 7e \| Ali Nouisri \| Tunisie \| \| + 0 s \| \| 8e \| Sindre Haugsvær \| Norvège \| H&R Block \| + 0 s \| \| 9e \| José Alfredo Aguirre \| Mexique \| \| + 0 s \| \| 10e \| Jean-Michel Lachance \| Canada \| \| + 0 s \| |                      |             |                               |                 |
| |                      |             |                               |                 |
| Source : Cycling Quotient |                      |             |                               |                 |
| Classement de l'étape |                      |             |                               |                 |
| Coureur | Coureur              | Pays        | Équipe                        | Temps           |
| 1er | Jakub Mareczko       | Italie      | Wilier Triestina-Selle Italia | 3 h 02 min 47 s |
| 2e | Clément Orceau       | France      | Vendée U Pays de la Loire     | + 0 s           |
| 3e | Lucas Carstensen     | Allemagne   | Bike Aid                      | + 0 s           |
| 4e | Jacob Tipper         | Royaume-Uni | Memil-CCN Pro Cycling         | + 0 s           |
| 5e | Marco Coledan        | Italie      | Wilier Triestina-Selle Italia | + 0 s           |
| 6e | Youcef Reguigui      | Algérie     | Sovac-Natura4Ever             | + 0 s           |
| 7e | Ali Nouisri          | Tunisie     |                               | + 0 s           |
| 8e | Sindre Haugsvær      | Norvège     | H&R Block                     | + 0 s           |
| 9e | José Alfredo Aguirre | Mexique     |                               | + 0 s           |
| 10e | Jean-Michel Lachance | Canada      |                               | + 0 s           |

| \| Classement général \| Classement général \| Classement général \| Classement général \| Classement général \| \| Coureur \| Coureur \| Pays \| Équipe \| Temps \| \| ------------------ \| ------------------ \| ---------------------- \| ----------------------------- \| ------------------ \| \| 1er \| David Rivière \| France \| Vendée U Pays de la Loire \| 40 h 04 min 35 s \| \| 2e \| Alexey Vermeulen \| États-Unis \| Interpro Stradalli \| + 8 s \| \| 3e \| Nikodemus Holler \| Allemagne \| Bike Aid \| + 33 s \| \| 4e \| Marlon Gaillard \| France \| Vendée U Pays de la Loire \| + 42 s \| \| 5e \| Kirill Pozdnyakov \| Azerbaijan \| Synergy Baku Cycling Project \| + 42 s \| \| 6e \| Francisco Mancebo \| Espagne \| Inteja-Dominican cycling team \| + 47 s \| \| 7e \| Louis Pijourlet \| France \| Vendée U Pays de la Loire \| + 1 min 04 s \| \| 8e \| Jokin Etxabe \| Espagne \| Interpro Stradalli \| + 1 min 08 s \| \| 9e \| Diego Milán \| République dominicaine \| Inteja-Dominican cycling team \| + 2 min 26 s \| \| 10e \| Florian Maitre \| France \| Vendée U Pays de la Loire \| + 2 min 26 s \| |                   |                        |                               |                  |
| |                   |                        |                               |                  |
| Sources : ProCyclingStats Cycling Quotient |                   |                        |                               |                  |
| Classement général |                   |                        |                               |                  |
| Coureur | Coureur           | Pays                   | Équipe                        | Temps            |
| 1er | David Rivière     | France                 | Vendée U Pays de la Loire     | 40 h 04 min 35 s |
| 2e | Alexey Vermeulen  | États-Unis             | Interpro Stradalli            | + 8 s            |
| 3e | Nikodemus Holler  | Allemagne              | Bike Aid                      | + 33 s           |
| 4e | Marlon Gaillard   | France                 | Vendée U Pays de la Loire     | + 42 s           |
| 5e | Kirill Pozdnyakov | Azerbaijan             | Synergy Baku Cycling Project  | + 42 s           |
| 6e | Francisco Mancebo | Espagne                | Inteja-Dominican cycling team | + 47 s           |
| 7e | Louis Pijourlet   | France                 | Vendée U Pays de la Loire     | + 1 min 04 s     |
| 8e | Jokin Etxabe      | Espagne                | Interpro Stradalli            | + 1 min 08 s     |
| 9e | Diego Milán       | République dominicaine | Inteja-Dominican cycling team | + 2 min 26 s     |
| 10e | Florian Maitre    | France                 | Vendée U Pays de la Loire     | + 2 min 26 s     |

## Classements finals

### Classement général final
| \| Classement général \| Classement général \| Classement général \| Classement général \| Classement général \| \| Coureur \| Coureur \| Pays \| Équipe \| Temps \| \| ------------------ \| ------------------ \| ---------------------- \| ----------------------------- \| ------------------ \| \| 1er \| David Rivière \| France \| Vendée U Pays de la Loire \| 40 h 04 min 35 s \| \| 2e \| Alexey Vermeulen \| États-Unis \| Interpro Stradalli \| + 8 s \| \| 3e \| Nikodemus Holler \| Allemagne \| Bike Aid \| + 33 s \| \| 4e \| Marlon Gaillard \| France \| Vendée U Pays de la Loire \| + 42 s \| \| 5e \| Kirill Pozdnyakov \| Azerbaijan \| Synergy Baku Cycling Project \| + 42 s \| \| 6e \| Francisco Mancebo \| Espagne \| Inteja-Dominican cycling team \| + 47 s \| \| 7e \| Louis Pijourlet \| France \| Vendée U Pays de la Loire \| + 1 min 04 s \| \| 8e \| Jokin Etxabe \| Espagne \| Interpro Stradalli \| + 1 min 08 s \| \| 9e \| Diego Milán \| République dominicaine \| Inteja-Dominican cycling team \| + 2 min 26 s \| \| 10e \| Florian Maitre \| France \| Vendée U Pays de la Loire \| + 2 min 26 s \| |                   |                        |                               |                  |
| |                   |                        |                               |                  |
| Sources : ProCyclingStats Cycling Quotient |                   |                        |                               |                  |
| Classement général |                   |                        |                               |                  |
| Coureur | Coureur           | Pays                   | Équipe                        | Temps            |
| 1er | David Rivière     | France                 | Vendée U Pays de la Loire     | 40 h 04 min 35 s |
| 2e | Alexey Vermeulen  | États-Unis             | Interpro Stradalli            | + 8 s            |
| 3e | Nikodemus Holler  | Allemagne              | Bike Aid                      | + 33 s           |
| 4e | Marlon Gaillard   | France                 | Vendée U Pays de la Loire     | + 42 s           |
| 5e | Kirill Pozdnyakov | Azerbaijan             | Synergy Baku Cycling Project  | + 42 s           |
| 6e | Francisco Mancebo | Espagne                | Inteja-Dominican cycling team | + 47 s           |
| 7e | Louis Pijourlet   | France                 | Vendée U Pays de la Loire     | + 1 min 04 s     |
| 8e | Jokin Etxabe      | Espagne                | Interpro Stradalli            | + 1 min 08 s     |
| 9e | Diego Milán       | République dominicaine | Inteja-Dominican cycling team | + 2 min 26 s     |
| 10e | Florian Maitre    | France                 | Vendée U Pays de la Loire     | + 2 min 26 s     |

### Classements annexes
| Classement par points | Classement par points | Classement par points | Classement par points         | Classement par points |
| Coureur               | Coureur               | Pays                  | Équipe                        | Points                |
| --------------------- | --------------------- | --------------------- | ----------------------------- | --------------------- |
| 1er                   | Jakub Mareczko        | Italie                | Wilier Triestina-Selle Italia | 114 pts               |
| 2e                    | Lucas Carstensen      | Allemagne             | Bike Aid                      | 58 pts                |
| 3e                    | Clément Orceau        | France                | Vendée U Pays de la Loire     | 48 pts                |
| 4e                    | Marco Coledan         | Italie                | Wilier Triestina-Selle Italia | 47 pts                |
| 5e                    | Jacob Tipper          | Royaume-Uni           | Memil-CCN Pro Cycling         | 40 pts                |
| 6e                    | Youcef Reguigui       | Algérie               | Sovac-Natura4Ever             | 37 pts                |
| 7e                    | Alexey Vermeulen      | États-Unis            | Interpro Stradalli            | 27 pts                |
| 8e                    | Nikodemus Holler      | Allemagne             | Bike Aid                      | 24 pts                |
| 9e                    | Louis Pijourlet       | France                | Vendée U Pays de la Loire     | 23 pts                |
| 10e                   | Ali Nouisri           | Tunisie               | Tunisie                       | 18 pts                |

| Classement par points | Classement par points | Classement par points | Classement par points         | Classement par points |
| Coureur               | Coureur               | Pays                  | Équipe                        | Points                |
| --------------------- | --------------------- | --------------------- | ----------------------------- | --------------------- |
| 1er                   | Jakub Mareczko        | Italie                | Wilier Triestina-Selle Italia | 114 pts               |
| 2e                    | Lucas Carstensen      | Allemagne             | Bike Aid                      | 58 pts                |
| 3e                    | Clément Orceau        | France                | Vendée U Pays de la Loire     | 48 pts                |
| 4e                    | Marco Coledan         | Italie                | Wilier Triestina-Selle Italia | 47 pts                |
| 5e                    | Jacob Tipper          | Royaume-Uni           | Memil-CCN Pro Cycling         | 40 pts                |
| 6e                    | Youcef Reguigui       | Algérie               | Sovac-Natura4Ever             | 37 pts                |
| 7e                    | Alexey Vermeulen      | États-Unis            | Interpro Stradalli            | 27 pts                |
| 8e                    | Nikodemus Holler      | Allemagne             | Bike Aid                      | 24 pts                |
| 9e                    | Louis Pijourlet       | France                | Vendée U Pays de la Loire     | 23 pts                |
| 10e                   | Ali Nouisri           | Tunisie               | Tunisie                       | 18 pts                |

| Classement de la montagne | Classement de la montagne | Classement de la montagne | Classement de la montagne    | Classement de la montagne |
| Coureur                   | Coureur                   | Pays                      | Équipe                       | Points                    |
| ------------------------- | ------------------------- | ------------------------- | ---------------------------- | ------------------------- |
| 1er                       | Florian Maitre            | France                    | Vendée U Pays de la Loire    | 29 pts                    |
| 2e                        | Samir Jabrayilov          | Azerbaijan                | Synergy Baku Cycling Project | 24 pts                    |
| 3e                        | Patrik Tybor              | Slovaquie                 | Dukla Banská Bystrica        | 23 pts                    |
| 4e                        | Alexey Vermeulen          | États-Unis                | Interpro Stradalli           | 18 pts                    |
| 5e                        | Marek Čanecký             | Slovaquie                 | Dukla Banská Bystrica        | 18 pts                    |
| 6e                        | Pierre Moncorgé           | France                    | Memil-CCN Pro Cycling        | 16 pts                    |
| 7e                        | Marlon Gaillard           | France                    | Vendée U Pays de la Loire    | 15 pts                    |
| 8e                        | Csaba Pályi               | Hongrie                   |                              | 15 pts                    |
| 9e                        | Ben Hetherington          | Royaume-Uni               | Memil-CCN Pro Cycling        | 14 pts                    |
| 10e                       | Kirill Pozdnyakov         | Azerbaijan                | Synergy Baku Cycling Project | 12 pts                    |

| Classement de la montagne | Classement de la montagne | Classement de la montagne | Classement de la montagne    | Classement de la montagne |
| Coureur                   | Coureur                   | Pays                      | Équipe                       | Points                    |
| ------------------------- | ------------------------- | ------------------------- | ---------------------------- | ------------------------- |
| 1er                       | Florian Maitre            | France                    | Vendée U Pays de la Loire    | 29 pts                    |
| 2e                        | Samir Jabrayilov          | Azerbaijan                | Synergy Baku Cycling Project | 24 pts                    |
| 3e                        | Patrik Tybor              | Slovaquie                 | Dukla Banská Bystrica        | 23 pts                    |
| 4e                        | Alexey Vermeulen          | États-Unis                | Interpro Stradalli           | 18 pts                    |
| 5e                        | Marek Čanecký             | Slovaquie                 | Dukla Banská Bystrica        | 18 pts                    |
| 6e                        | Pierre Moncorgé           | France                    | Memil-CCN Pro Cycling        | 16 pts                    |
| 7e                        | Marlon Gaillard           | France                    | Vendée U Pays de la Loire    | 15 pts                    |
| 8e                        | Csaba Pályi               | Hongrie                   |                              | 15 pts                    |
| 9e                        | Ben Hetherington          | Royaume-Uni               | Memil-CCN Pro Cycling        | 14 pts                    |
| 10e                       | Kirill Pozdnyakov         | Azerbaijan                | Synergy Baku Cycling Project | 12 pts                    |

| Classement des sprints | Classement des sprints | Classement des sprints | Classement des sprints        | Classement des sprints |
| Coureur                | Coureur                | Pays                   | Équipe                        | Points                 |
| ---------------------- | ---------------------- | ---------------------- | ----------------------------- | ---------------------- |
| 1er                    | Patrik Tybor           | Slovaquie              | Dukla Banská Bystrica         | 22 pts                 |
| 2e                     | Diego Milán            | République dominicaine | Inteja-Dominican cycling team | 12 pts                 |
| 3e                     | Florian Maitre         | France                 | Vendée U Pays de la Loire     | 12 pts                 |
| 4e                     | Marlon Gaillard        | France                 | Vendée U Pays de la Loire     | 8 pts                  |
| 5e                     | Nikodemus Holler       | Allemagne              | Bike Aid                      | 7 pts                  |
| 6e                     | Clément Orceau         | France                 | Vendée U Pays de la Loire     | 6 pts                  |
| 7e                     | Óscar Fabregat         | Espagne                |                               | 6 pts                  |
| 8e                     | Pierre Moncorgé        | France                 | Memil-CCN Pro Cycling         | 6 pts                  |
| 9e                     | Javier Valero          | Espagne                | Dare Gaviota                  | 5 pts                  |
| 10e                    | David Rivière          | France                 | Vendée U Pays de la Loire     | 4 pts                  |

| Classement des sprints | Classement des sprints | Classement des sprints | Classement des sprints        | Classement des sprints |
| Coureur                | Coureur                | Pays                   | Équipe                        | Points                 |
| ---------------------- | ---------------------- | ---------------------- | ----------------------------- | ---------------------- |
| 1er                    | Patrik Tybor           | Slovaquie              | Dukla Banská Bystrica         | 22 pts                 |
| 2e                     | Diego Milán            | République dominicaine | Inteja-Dominican cycling team | 12 pts                 |
| 3e                     | Florian Maitre         | France                 | Vendée U Pays de la Loire     | 12 pts                 |
| 4e                     | Marlon Gaillard        | France                 | Vendée U Pays de la Loire     | 8 pts                  |
| 5e                     | Nikodemus Holler       | Allemagne              | Bike Aid                      | 7 pts                  |
| 6e                     | Clément Orceau         | France                 | Vendée U Pays de la Loire     | 6 pts                  |
| 7e                     | Óscar Fabregat         | Espagne                |                               | 6 pts                  |
| 8e                     | Pierre Moncorgé        | France                 | Memil-CCN Pro Cycling         | 6 pts                  |
| 9e                     | Javier Valero          | Espagne                | Dare Gaviota                  | 5 pts                  |
| 10e                    | David Rivière          | France                 | Vendée U Pays de la Loire     | 4 pts                  |

| Classement du meilleur jeune | Classement du meilleur jeune | Classement du meilleur jeune | Classement du meilleur jeune | Classement du meilleur jeune |
| Coureur                      | Coureur                      | Pays                         | Équipe                       | Temps                        |
| ---------------------------- | ---------------------------- | ---------------------------- | ---------------------------- | ---------------------------- |
| 1er                          | Marlon Gaillard              | France                       | Vendée U Pays de la Loire    | 40 h 05 min 17 s             |
| 2e                           | Florian Maitre               | France                       | Vendée U Pays de la Loire    | + 1 min 44 s                 |
| 3e                           | Enzo Bernard                 | France                       | Vendée U Pays de la Loire    | + 2 min 15 s                 |
| 4e                           | Bruno Araújo                 | Angola                       | BAI-Sicasal-Petro de Luanda  | + 29 min 00 s                |
| 5e                           | Vladislav Kulikov            | Russie                       | Russie                       | + 30 min 11 s                |
| 6e                           | John Kariuki                 | Kenya                        |                              | + 1 h 07 min 08 s            |
| 7e                           | Andrew Kimutai               | Kenya                        |                              | + 1 h 13 min 00 s            |
| 8e                           | Kirill Bochkov               | Russie                       | Russie                       | + 1 h 15 min 36 s            |
| 9e                           | Roland Minkó                 | Hongrie                      |                              | + 1 h 23 min 53 s            |
| 10e                          | Bernardo Gonçalves           | Portugal                     |                              | + 1 h 28 min 41 s            |

| Classement du meilleur jeune | Classement du meilleur jeune | Classement du meilleur jeune | Classement du meilleur jeune | Classement du meilleur jeune |
| Coureur                      | Coureur                      | Pays                         | Équipe                       | Temps                        |
| ---------------------------- | ---------------------------- | ---------------------------- | ---------------------------- | ---------------------------- |
| 1er                          | Marlon Gaillard              | France                       | Vendée U Pays de la Loire    | 40 h 05 min 17 s             |
| 2e                           | Florian Maitre               | France                       | Vendée U Pays de la Loire    | + 1 min 44 s                 |
| 3e                           | Enzo Bernard                 | France                       | Vendée U Pays de la Loire    | + 2 min 15 s                 |
| 4e                           | Bruno Araújo                 | Angola                       | BAI-Sicasal-Petro de Luanda  | + 29 min 00 s                |
| 5e                           | Vladislav Kulikov            | Russie                       | Russie                       | + 30 min 11 s                |
| 6e                           | John Kariuki                 | Kenya                        |                              | + 1 h 07 min 08 s            |
| 7e                           | Andrew Kimutai               | Kenya                        |                              | + 1 h 13 min 00 s            |
| 8e                           | Kirill Bochkov               | Russie                       | Russie                       | + 1 h 15 min 36 s            |
| 9e                           | Roland Minkó                 | Hongrie                      |                              | + 1 h 23 min 53 s            |
| 10e                          | Bernardo Gonçalves           | Portugal                     |                              | + 1 h 28 min 41 s            |

| Classement par équipes | Classement par équipes        | Classement par équipes | Classement par équipes |
| Équipe                 | Équipe                        | Pays                   | Temps                  |
| ---------------------- | ----------------------------- | ---------------------- | ---------------------- |
| 1re                    | Vendée U Pays de la Loire     | France                 | 120 h 15 min 04 s      |
| 2e                     | Interpro Stradalli            | Japon                  | + 36 min 21 s          |
| 3e                     | Inteja Dominican Cycling Team | République dominicaine | + 37 min 56 s          |
| 4e                     | Dukla Banská Bystrica         | Slovaquie              | + 47 min 46 s          |
| 5e                     | Bike Aid                      | Allemagne              | + 48 min 05 s          |
| 6e                     | Synergy Baku Project          | Azerbaijan             | + 54 min 51 s          |
| 7e                     | Wilier Triestina-Selle Italia | Italie                 | + 1 h 14 min 54 s      |
| 8e                     | Sovac-Natura4Ever             | Algérie                | + 1 h 18 min 58 s      |
| 9e                     | Russie                        | Russie                 | + 1 h 29 min 12 s      |

| Classement par équipes | Classement par équipes        | Classement par équipes | Classement par équipes |
| Équipe                 | Équipe                        | Pays                   | Temps                  |
| ---------------------- | ----------------------------- | ---------------------- | ---------------------- |
| 1re                    | Vendée U Pays de la Loire     | France                 | 120 h 15 min 04 s      |
| 2e                     | Interpro Stradalli            | Japon                  | + 36 min 21 s          |
| 3e                     | Inteja Dominican Cycling Team | République dominicaine | + 37 min 56 s          |
| 4e                     | Dukla Banská Bystrica         | Slovaquie              | + 47 min 46 s          |
| 5e                     | Bike Aid                      | Allemagne              | + 48 min 05 s          |
| 6e                     | Synergy Baku Project          | Azerbaijan             | + 54 min 51 s          |
| 7e                     | Wilier Triestina-Selle Italia | Italie                 | + 1 h 14 min 54 s      |
| 8e                     | Sovac-Natura4Ever             | Algérie                | + 1 h 18 min 58 s      |
| 9e                     | Russie                        | Russie                 | + 1 h 29 min 12 s      |

## Évolution des classements
| Étape              | Vainqueur          | Classement général | Classement par points | Classement de la montagne | Classement du sprint | Classement du meilleur jeune | Classement par équipes |
| ------------------ | ------------------ | ------------------ | --------------------- | ------------------------- | -------------------- | ---------------------------- | ---------------------- |
| 1                  | Jakub Mareczko     | Jakub Mareczko     | Jakub Mareczko        | Soufiane Haddi            | Soufiane Haddi       | Francisco Castelló           | Bike Aid               |
| 2                  | Louis Pijourlet    | Louis Pijourlet    | Louis Pijourlet       | Florian Maitre            | Soufiane Haddi       | Marlon Gaillard              | Vendée U               |
| 3                  | Jakub Mareczko     | Louis Pijourlet    | Jakub Mareczko        | Florian Maitre            | Soufiane Haddi       | Marlon Gaillard              | Vendée U               |
| 4                  | Alexey Vermeulen   | Alexey Vermeulen   | Jakub Mareczko        | Samir Jabrayilov          | Soufiane Haddi       | Marlon Gaillard              | Vendée U               |
| 5                  | Jakub Mareczko     | Alexey Vermeulen   | Jakub Mareczko        | Samir Jabrayilov          | Soufiane Haddi       | Marlon Gaillard              | Vendée U               |
| 6                  | Jacob Tipper       | David Rivière      | Jakub Mareczko        | Florian Maitre            | Abdellah Hida        | Marlon Gaillard              | Vendée U               |
| 7                  | Jakub Mareczko     | David Rivière      | Jakub Mareczko        | Florian Maitre            | Abdellah Hida        | Marlon Gaillard              | Vendée U               |
| 8                  | Marco Coledan      | David Rivière      | Jakub Mareczko        | Florian Maitre            | Patrik Tybor         | Marlon Gaillard              | Vendée U               |
| 9                  | Jakub Mareczko     | David Rivière      | Jakub Mareczko        | Florian Maitre            | Patrik Tybor         | Marlon Gaillard              | Vendée U               |
| 10                 | Jakub Mareczko     | David Rivière      | Jakub Mareczko        | Florian Maitre            | Patrik Tybor         | Marlon Gaillard              | Vendée U               |
| Classements finals | Classements finals | David Rivière      | Jakub Mareczko        | Florian Maitre            | Patrik Tybor         | Marlon Gaillard              | Vendée U               |